# 利普昌卡农村居民点
利普昌卡农村居民点（俄语：Липчанское сельское поселение）是俄罗斯联邦沃罗涅日州博古恰尔区所属的一个农村居民点。其下辖有4个居民点，行政中心为利普昌卡。据2016年统计，该农村居民点的人口为1584人。